# Bennaria venosa
Bennaria venosa är en insektsart som beskrevs av Van Duzee 1940. Bennaria venosa ingår i släktet Bennaria och familjen kilstritar. Inga underarter finns listade i Catalogue of Life.